# Тварини Львівської області, занесені до Червоної книги України
Список тварин Львівської області, занесених до Червоної книги України.

## Статистика
До списку входить 140 видів тварин, з них:
- Кишковопорожнинних — 0;
- Круглих червів — 0;
- Кільчастих червів 0;
- Членистоногих — 64;
- Молюсків — 6;
- Хордових — 70.

Серед них за природоохоронним статусом: 
- Вразливих — 66;
- Рідкісних — 39;
- Недостатньо відомих  — 4;
- Неоцінених — 8;
- Зникаючих — 22;
- Зниклих у природі — 1;
- Зниклих — 0.

## Список видів
| № п/п | Українська назва виду                         | Латинська назва виду        | Природоохоронний статус | Тип          |
| ----- | --------------------------------------------- | --------------------------- | ----------------------- | ------------ |
| 1     | Абія виблискуюча                              | Abia fulgens                | Рідкісний               | Членистоногі |
| 2     | Аполлон                                       | Parnassius apollo           | Зникаючий               | Членистоногі |
| 3     | Аріанта ефіопська                             | Arianta aethiops            | Рідкісний               | Молюски      |
| 4     | Бабка перев'язана                             | Sympetrum pedemontanum      | Вразливий               | Членистоногі |
| 5     | Беркут                                        | Aquila chrysaetos           | Вразливий               | Хордові      |
| 6     | Бистрянка російська                           | Alburnoides rossicus        | Зникаючий               | Хордові      |
| 7     | Білозубка велика                              | Crocidura leucodon          | Недостатньо відомий     | Хордові      |
| 8     | Білоперий пічкур дністровський                | Romanogobio kesslerii       | Вразливий               | Хордові      |
| 9     | Бластикотома папоротева                       | Blasticotoma filiceti       | Рідкісний               | Членистоногі |
| 10    | Больбелязм однорогий                          | Bolbelasmus unicornis       | Вразливий               | Членистоногі |
| 11    | Бражник мертва голова                         | Acherontia atropos          | Рідкісний               | Членистоногі |
| 12    | Бражник прозерпіна                            | Proserpinus proserpina      | Рідкісний               | Членистоногі |
| 13    | Бражник скабіозовий                           | Hemaris tityus              | Рідкісний               | Членистоногі |
| 14    | Ведмедиця-господиня                           | Callimorpha dominula        | Вразливий               | Членистоногі |
| 15    | Вечірниця мала                                | Nyctalus leisleri           | Рідкісний               | Хордові      |
| 16    | Вечірниця руда                                | Nyctalus noctula            | Вразливий               | Хордові      |
| 17    | Видра річкова                                 | Lutra lutra                 | Неоцінений              | Хордові      |
| 18    | Вирезуб причорноморський                      | Rutilus frisii              | Зникаючий               | Хордові      |
| 19    | Вусач альпійський                             | Rosalia alpina              | Вразливий               | Членистоногі |
| 20    | Вусач великий дубовий                         | Cerambyx cerdo              | Вразливий               | Членистоногі |
| 21    | Вусач мускусний                               | Aromia moschata             | Вразливий               | Членистоногі |
| 22    | Вусач-червонокрил Келлера                     | Purpuricenus kaehleri       | Вразливий               | Членистоногі |
| 23    | Вухань австрійський                           | Plecotus austriacus         | Рідкісний               | Хордові      |
| 24    | Вухань звичайний                              | Plecotus auritus            | Вразливий               | Хордові      |
| 25    | Гоголь                                        | Bucephala clangula          | Рідкісний               | Хордові      |
| 26    | Голуб-синяк                                   | Columba oenas               | Вразливий               | Хордові      |
| 27    | Горностай                                     | Mustela erminea             | Неоцінений              | Хордові      |
| 28    | Гранарія зернова                              | Granaria frumentum          | Рідкісний               | Молюски      |
| 29    | Джміль лезус                                  | Bombus laesus               | Вразливий               | Членистоногі |
| 30    | Джміль моховий                                | Bombus muscorum             | Рідкісний               | Членистоногі |
| 31    | Джміль пахучий                                | Bombus fragrans             | Зникаючий               | Членистоногі |
| 32    | Джміль червонуватий                           | Bombus ruderatus            | Рідкісний               | Членистоногі |
| 33    | Джміль яскравий                               | Bombus pomorum              | Вразливий               | Членистоногі |
| 34    | Дисцелія зональна                             | Discoelius zonalis          | Рідкісний               | Членистоногі |
| 35    | Дозорець-імператор                            | Anax imperator              | Вразливий               | Членистоногі |
| 36    | Доліхомітус головастий                        | Dolichomitus cephalotes     | Рідкісний               | Членистоногі |
| 37    | Дятел білоспинний                             | Dendrocopos leucotos        | Рідкісний               | Хордові      |
| 38    | Дятел трипалий                                | Picoides tridactylus        | Вразливий               | Хордові      |
| 39    | Евхальція різнобарвна                         | Euchalcia variabilis        | Рідкісний               | Членистоногі |
| 40    | Ендроміс березовий                            | Endromis versicolora        | Вразливий               | Членистоногі |
| 41    | Жовна зелена (дятел зелений)                  | Picus viridis               | Вразливий               | Хордові      |
| 42    | Жовтюх торфовищний                            | Colias palaeno              | Зникаючий               | Членистоногі |
| 43    | Жук-олень, рогач звичайний                    | Lucanus cervus              | Рідкісний               | Членистоногі |
| 44    | Жук-самітник                                  | Osmoderma barnabita         | Вразливий               | Членистоногі |
| 45    | Змієїд                                        | Circaetus gallicus          | Рідкісний               | Хордові      |
| 46    | Золотомушка червоночуба                       | Regulus ignicapillus        | Неоцінений              | Хордові      |
| 47    | Зубр                                          | Bison bonasus               | Зниклий в природі       | Хордові      |
| 48    | Кажан північний                               | Eptesicus nilssonii         | Рідкісний               | Хордові      |
| 49    | Кажан пізній                                  | Eptesicus serotinus         | Вразливий               | Хордові      |
| 50    | Каптурниця срібна                             | Cucullia argentea           | Рідкісний               | Членистоногі |
| 51    | Кордулегастер двозубчастий                    | Cordulegaster bidentata     | Зникаючий               | Членистоногі |
| 52    | Кошеніль польська                             | Porphyropha polonica        | Недостатньо відомий     | Членистоногі |
| 53    | Красотіл пахучий                              | Calosoma sycophanta         | Вразливий               | Членистоногі |
| 54    | Красуня діва                                  | Calopteryx virgo            | Вразливий               | Членистоногі |
| 55    | Ксилокопа фіолетова (бджола-тесляр фіолетова) | Xylocopa violacea           | Рідкісний               | Членистоногі |
| 56    | Ксифідрія строката                            | Xiphydria picta             | Вразливий               | Членистоногі |
| 57    | Ктенофора прикрашена                          | Ctenophora festiva          | Зникаючий               | Членистоногі |
| 58    | Кульон середній (кроншнеп середній)           | Numenius phaeopus           | Зникаючий               | Хордові      |
| 59    | Кумка жовточерева                             | Bombina variegata           | Вразливий               | Хордові      |
| 60    | Лелека чорний                                 | Ciconia nigra               | Рідкісний               | Хордові      |
| 61    | Лилик двоколірний                             | Vespertilio murinus         | Вразливий               | Хордові      |
| 62    | Лунь лучний                                   | Circus pygargus             | Вразливий               | Хордові      |
| 63    | Лунь польовий                                 | Circus cyaneus              | Рідкісний               | Хордові      |
| 64    | Люцина                                        | Hamearis lucina             | Вразливий               | Членистоногі |
| 65    | Марена Валецького                             | Barbus waleckii             | Недостатньо відомий     | Хордові      |
| 66    | Марена дунайсько-дністровська                 | Barbus petenyi              | Вразливий               | Хордові      |
| 67    | Марена звичайна                               | Barbus barbus               | Вразливий               | Хордові      |
| 68    | Махаон                                        | Papilio machaon             | Вразливий               | Членистоногі |
| 69    | Мелітурга булавовуса                          | Melitturga clavicornis      | Вразливий               | Членистоногі |
| 70    | Мишівка лісова                                | Sicista betulina            | Рідкісний               | Хордові      |
| 71    | Мідянка звичайна                              | Coronella austriaca         | Вразливий               | Хордові      |
| 72    | Мінога українська                             | Eudontomyzon mariae         | Зникаючий               | Хордові      |
| 73    | Мнемозина                                     | Parnassius mnemosyne        | Вразливий               | Членистоногі |
| 74    | Нерозень                                      | Anas strepera               | Рідкісний               | Хордові      |
| 75    | Нетопир звичайний                             | Pipistrellus pipistrellus   | Вразливий               | Хордові      |
| 76    | Нетопир Натузіуса                             | Pipistrellus nathusii       | Неоцінений              | Хордові      |
| 77    | Нетопир-карлик                                | Pipistrellus pygmaeus       | Неоцінений              | Хордові      |
| 78    | Нічниця велика                                | Myotis myotis               | Вразливий               | Хордові      |
| 79    | Нічниця водяна                                | Myotis daubentonii          | Вразливий               | Хордові      |
| 80    | Нічниця вусата                                | Myotis mystacinus           | Вразливий               | Хордові      |
| 81    | Нічниця довговуха                             | Myotis bechsteinii          | Вразливий               | Хордові      |
| 82    | Нічниця ставкова                              | Myotis dasycneme            | Зникаючий               | Хордові      |
| 83    | Норка європейська                             | Mustela lutreola            | Зникаючий               | Хордові      |
| 84    | Оксиетира жовтовуса                           | Oxyethira flavicornis       | Вразливий               | Членистоногі |
| 85    | Орусус паразитичний                           | Orussus abietinus           | Рідкісний               | Членистоногі |
| 86    | Орябок                                        | Tetrastes bonasia           | Вразливий               | Хордові      |
| 87    | Офіогомфус Цецилія                            | Ophiogomphus cecilia        | Вразливий               | Членистоногі |
| 88    | Пилкохвіст український                        | Poecilimon ukrainicus       | Вразливий               | Членистоногі |
| 89    | Підковоніс малий                              | Rhinolophus hipposideros    | Вразливий               | Хордові      |
| 90    | Підорлик малий                                | Aquila pomarina             | Рідкісний               | Хордові      |
| 91    | Пісочник великий (зуйок великий)              | Charadrius hiaticula        | Рідкісний               | Хордові      |
| 92    | Плероневра хвойна                             | Pleroneura coniferarum      | Зникаючий               | Членистоногі |
| 93    | Плікутерія Любомирського                      | Plicuteria lubomirskii      | Вразливий               | Молюски      |
| 94    | Плоскотілка червона                           | Cucujus cinnabarinus        | Вразливий               | Членистоногі |
| 95    | Подалірій                                     | Iphiclides podalirius       | Вразливий               | Членистоногі |
| 96    | Поліксена                                     | Zerynthia polyxena          | Вразливий               | Членистоногі |
| 97    | Полоз лісовий, полоз ескулапів                | Zamenis longissimus         | Зникаючий               | Хордові      |
| 98    | Райдужниця велика                             | Apatura iris                | Вразливий               | Членистоногі |
| 99    | Рись                                          | Lynx lynx                   | Рідкісний               | Хордові      |
| 100   | Рогохвіст-авгур                               | Urocerus augur              | Рідкісний               | Членистоногі |
| 101   | Ропуха очеретяна                              | Bufo calamita               | Вразливий               | Хордові      |
| 102   | Саламандра плямиста                           | Salamandra salamandra       | Вразливий               | Хордові      |
| 103   | Сатир залізний                                | Hipparchia statilinus       | Рідкісний               | Членистоногі |
| 104   | Сатурнія мала                                 | Eudia pavonia               | Рідкісний               | Членистоногі |
| 105   | Сатурнія руда                                 | Aglia tau                   | Вразливий               | Членистоногі |
| 106   | Сиворакша                                     | Coracias garrulus           | Зникаючий               | Хордові      |
| 107   | Сипуха                                        | Tyto alba                   | Зникаючий               | Хордові      |
| 108   | Сич волохатий                                 | Aegolius funereus           | Рідкісний               | Хордові      |
| 109   | Сичик-горобець                                | Glaucidium passerinum       | Вразливий               | Хордові      |
| 110   | Сінниця Геро                                  | Coenonympha hero            | Вразливий               | Членистоногі |
| 111   | Сколія-гігант                                 | Megascolia maculata         | Неоцінений              | Членистоногі |
| 112   | Скопа                                         | Pandion haliaetus           | Зникаючий               | Хордові      |
| 113   | Сова довгохвоста                              | Strix uralensis             | Недостатньо відомий     | Хордові      |
| 114   | Совка сокиркова                               | Periphanes delphinii        | Вразливий               | Членистоногі |
| 115   | Сонцевик фау-біле                             | Nymphalis vaualbum          | Неоцінений              | Членистоногі |
| 116   | Сорокопуд сірий                               | Lanius excubitor            | Рідкісний               | Хордові      |
| 117   | Ставковик булавоподібний                      | Lymnaea clavata             | Рідкісний               | Молюски      |
| 118   | Стафілін волохатий                            | Emus hirtus                 | Рідкісний               | Членистоногі |
| 119   | Стерлядь прісноводна                          | Acipenser ruthenus          | Зникаючий               | Хордові      |
| 120   | Стрічкарка блакитна                           | Catocala fraxini            | Вразливий               | Членистоногі |
| 121   | Стрічкарка орденська малинова                 | Catocala sponsa             | Рідкісний               | Членистоногі |
| 122   | Стрічкарка тополева                           | Limenitis populi            | Вразливий               | Членистоногі |
| 123   | Тетерук                                       | Lyrurus tetrix              | Зникаючий               | Хордові      |
| 124   | Тетрадонтофора блакитна                       | Tetradontophora bielanensis | Зникаючий               | Членистоногі |
| 125   | Тритон альпійський                            | Mesotriton alpestris        | Вразливий               | Хордові      |
| 126   | Тритон карпатський                            | Lissotriton montandoni      | Вразливий               | Хордові      |
| 127   | Трохулюс Більца                               | Trochulus bielzi            | Вразливий               | Молюски      |
| 128   | Трохулюс опушений                             | Trochulus villosulus        | Вразливий               | Молюски      |
| 129   | Турун Ештрайхера                              | Carabus estreicheri         | Вразливий               | Членистоногі |
| 130   | Турун Менетріє                                | Carabus menetriesi          | Рідкісний               | Членистоногі |
| 131   | Тхір лісовий                                  | Mustela putorius            | Неоцінений              | Хордові      |
| 132   | Тхір степовий                                 | Mustela eversmanni          | Зникаючий               | Хордові      |
| 133   | Харіус європейський                           | Thymallus thymallus         | Вразливий               | Хордові      |
| 134   | Ценеліда сітчаста                             | Caenolyda reticulata        | Вразливий               | Членистоногі |
| 135   | Чоп звичайний, чоп великий                    | Zingel zingel               | Рідкісний               | Хордові      |
| 136   | Широковух європейський                        | Barbastella barbastellus    | Зникаючий               | Хордові      |
| 137   | Шовкопряд кульбабовий                         | Lemonia taraxaci            | Вразливий               | Членистоногі |
| 138   | Шуліка рудий                                  | Milvus milvus               | Зникаючий               | Хордові      |
| 139   | Шуліка чорний                                 | Milvus migrans              | Вразливий               | Хордові      |
| 140   | Ялець звичайний                               | Leuciscus leuciscus         | Вразливий               | Хордові      |